# 阿曼自然歷史博物館

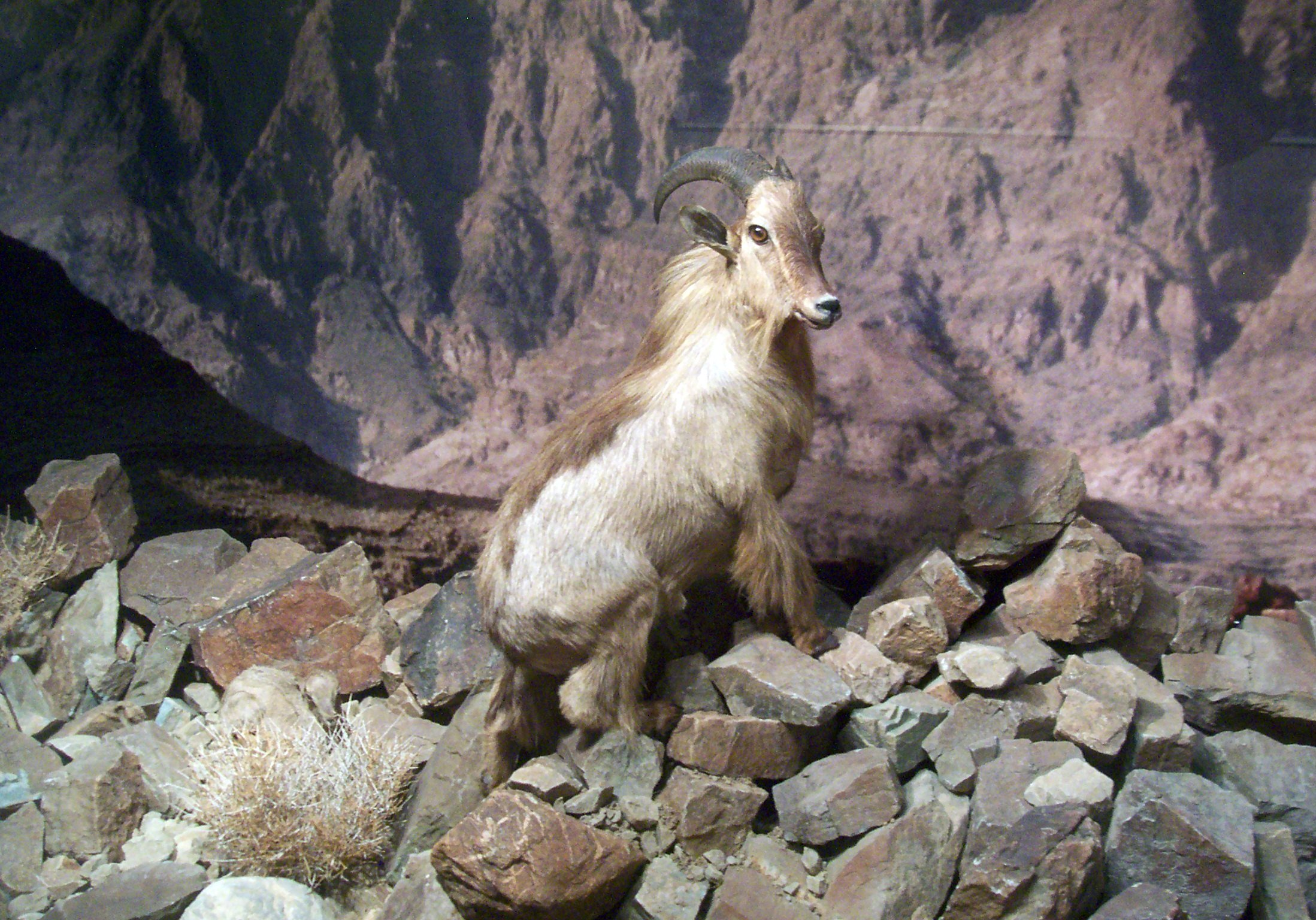
阿拉伯塔爾羊

阿曼自然歷史博物館（阿拉伯语：‎）是阿曼首都馬斯喀特的自然歷史博物館，位於札瓦迪清真寺對面。博物館於1985年開館，展示大量阿曼境內動植物的標本，包括阿拉伯豹、獰貓、阿拉伯大羚羊、阿拉伯狼、阿拉伯赤狐與多種鳥類、蛇類與軟體動物，以及一具1986年擱淺於阿曼海岸的抹香鯨骨架。此外博物館還展出許多化石，包括恐象、嵌齒象的牙齒。
2014年1月，阿曼遺產與文化部宣布將擴建博物館，新館外觀形似菊石，佔地5000平方公尺，包括三層樓，其中一樓展示海洋與海岸生態，二樓介紹阿曼地質歷史並展示動物標本，三樓則展示太空與天文。博物館並設有演講廳與教育用的展廳。

## 圖集

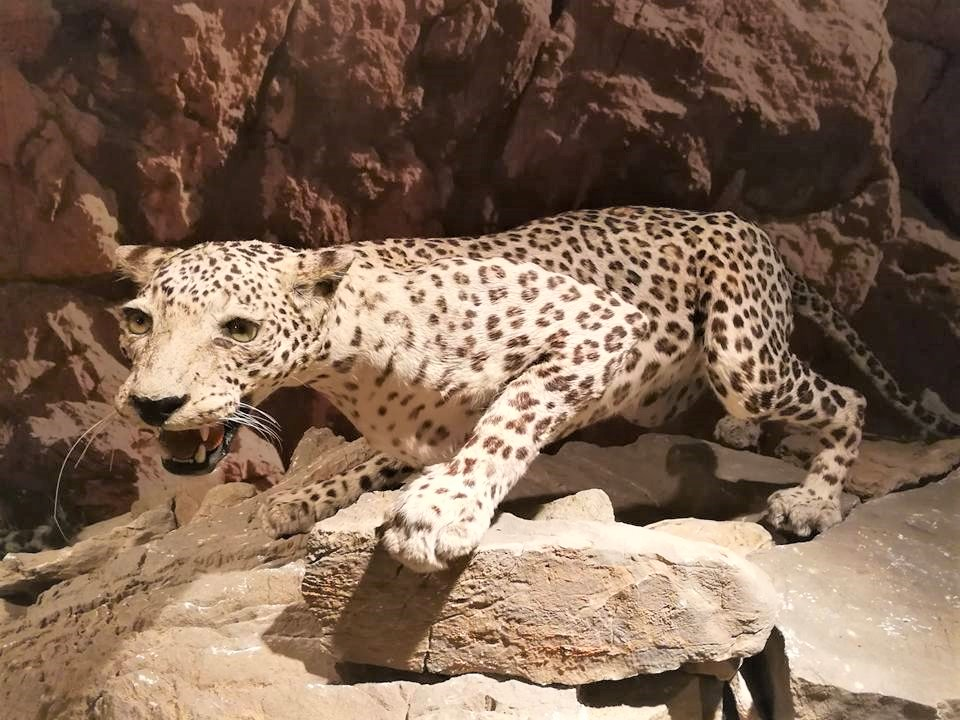
阿拉伯豹標本
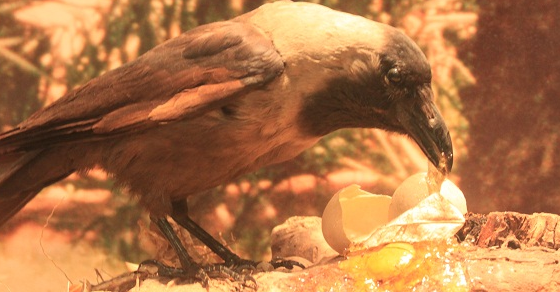
烏鴉標本
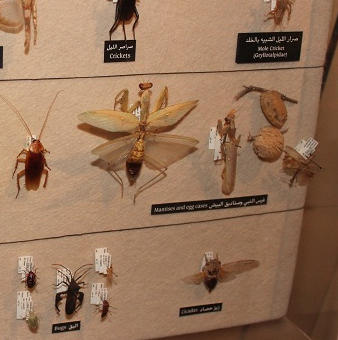
昆蟲標本
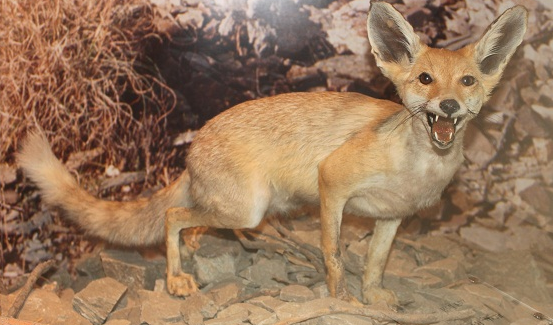